# توغو كيريس
توغو كيريس (نصب كريس التذكاري) هو نصب تذكاري ضخم على شكل كريس في كلاغ، سلاغور، ماليزيا. أمر ببنائه سلطان سيلانجور السلطان المرحوم صلاح الدين عبد العزيز شاه لإحياء ذكرى اليوبيل الفضي لحكمه في 30 سبتمبر 1985. يقع النصب التذكاري في حدائق كلانج الملكية، مقابل كنيسة سيدة لورد كلانج. تظهر كل من الكنيسة والنصب التذكاري في قائمة المعالم السياحية في سيلانغور.

## موقعه
يقع في الأصل على طول الطريق السريع الفيدرالي بالقرب من Taman Kris وساحة الرسوم Sungai Rasau. في سبتمبر 2014، تم نقل النصب التذكاري إلى موقعه الحالي في حدائق كلانج الملكية قبالة جالان تينجكو كيلانا. تم نقل النصب التذكاري الأصلي بسبب إغلاق جسر علوي قيد الإنشاء بعد ساحة رسوم المرور في سونجاي راساو. من الممكن رؤية النصب التذكاري بسهولة من دوار سيمبانج ليما.